# My Secret
My Secret är en EP av den svenska singer/songwritern Anna Ternheim, utgiven 2005 på Stockholm Records. Ep:n var den andra av tre att ges ut från Ternheims debutalbum Somebody Outside (2004). My Secret utgavs även som singel.

## Låtlista
1. "My Secret" (radioversionen)
2. "All for Me"
3. "A Voice to Calm You Down" (Gotlandsversionen)
4. "I Say No" (Gotlandsversionen)
5. "Wedding Song" (demoversionen)

## Listplaceringar
| Lista (2005) | Topplacering |
| ------------ | ------------ |
| Sverige      | 56           |

### Fotnoter
1. ↑  ”My Secret”. Discogs.com. http://www.discogs.com/Anna-Ternheim-My-Secret-EP/release/613032. Läst 17 maj 2012.
2. ↑  Placeringar på den svenska singellistan